# Antonio Paretti
Antonio Paretti (1892 - 17 de febrero de 1927), también conocido como Tony  Paretti o Tony the Shoemaker, fue un gánster miembro de la Camorra en Nueva York. Fue miembro de la pandilla basada en Coney Island, Brooklyn y fue la mano derecha del jefe de la pandilla Pellegrino Morano.
Paretti recibió una sentencia de muerte por su participación en el asesinato de Nicholas Morello y Charles Ubriaco el 7 de septiembre de 1916 durante la guerra entre la Mafia y la Camorra. Paretti originalmente huyó hacia Italia para evitar ser capturado mientras que su hermano Aniello Paretti fue apresado y acusado de otro asesinato no relacionado. Ambos estaban involucrados también en el asesinato de Joe Nazzaro.
Paretti regresó a Nueva York en marzo de 1926, confiando en que la mayoría de los testigos en su contra no estarían más. Sin embargo, Paretti fue apresado por asesinato en primer grado. Notablemente, varios de los testigos que fueron llamados a testificar contra él "súbitamente desarrollaron una sorprendente falta de memoria" contestando que "no podían recordar" a todas las preguntas que se les hicieron. No obstante, la fiscalía fue capaz de convencer a un gánster, Alphonso Sgroia, a regresar a Nueva York desde Italia y testificar contra Paretti.
En los meses siguientes hasta su ejecución, la seguridad en la prisión de Sing Sing fue aumentada de 16 a 24 horas al día. Paretti intentó presionar a las autoridades para rechazar la pena de muerte y conmutar su sentencia pero no logró nada. Fue ejecutado en la silla eléctrica el 17 de febrero de 1927, a la edad de 35 años. Uno de sus últimos visitantes fue el futuro jefe de la Mafia, Vito Genovese, y su hermano Aniello quien había pasado 8 meses en el Corredor de la muerte antes de ser liberado.